# ويب سفير
ويب سفير هو بيئة تطوير متكاملة من شركة آي بي إم. وهو يشير إلى أي نوع من منتجات برمجيات الكمبيوتر في هذا النوع من المشاريع والبرامج المعروفة باسم «تطبيق الوسيطة والتكامل».